# Балканска трибуна
„Балканска трибуна“ е независим информационен всекидневник, излизал в София от 1906 до 1908 година.

## История
Основан е от Иван В. Икономов, а отговорен редактор е Иван Андреев. Вестникът е на ярки антимонархически позиции. В редакцията взимат участие Матей Геров, Стоян Власаков, Михалаки Георгиев, Владимир Бобошевски, Петър Папанчев. Вестникът е в опозиция на стамболовисткото правителство на Димитър Петков и това на Петър Гудев. Броеве № 34, 44, 49 и 55 са конфискувани за обида на монарха. Във вестника публикува дръзки антимонархически карикатури Иван Славов.
От 1909 до 1917 година продължава под името „Нова Балканска трибуна“, която също е на опозиционни позиции. Многократно е конфискуван. Във вестника пишат Антон Страшимиров, Ана Карима, Димитър Христодоров, Д. Тодоров, Христо Цанков Дерижан, Павел Делирадев, Кръстьо Кръстев, Асен Златаров, С. Филипов.